# 郭文和
郭文和（1536年—？），字有臣，金吾左衛匠籍，山西太原府陽曲縣人，明朝政治人物。

## 生平
嘉靖三十七年（1558年）戊午科順天鄉試第二名舉人，四十一年（1562年）中式壬戌科會試第七十四名，二甲第七名進士。歷官延安府知府，以平陝西賊首郭孟行等功受賞銀幣，隆慶五年（1571年）正月升山東按察司副使，萬曆元年（1573年）八月升甘肅行太僕寺卿兼陝西僉事。

## 家族
曾祖郭聰；祖父郭智，封禮部員外郎；父郭俊，運司副使前禮部郎中。母張氏（封宜人）。兄郭文輔、郭文度、郭文弼、郭文壽，弟郭文愷。